# Muzeum Archeologiczne w Warnie
Muzeum Archeologiczne w Warnie – muzeum archeologiczne znajdujące się w Warnie w Bułgarii, założone w 1887 roku przez pochodzących z Czech braci Karela i Hermana Škorpilów. 
Inauguracyjna wystawa miała miejsce 11 czerwca 1906. Pierwszym dyrektorem został Karel Škorpil i pełnił tę funkcję do momentu swojej śmierci w 1944. Rok później muzeum stało się własnością państwa.
Najstarsze eksponaty znajdujące się w muzeum datowane są na VII tysiąclecie p.n.e., najmłodsze pochodzą z XIX wieku. Placówka posiada łącznie około 100 tysięcy zabytków, w tym ponad 3 tysiące złotych przedmiotów z okresu neolitu, znalezionych na jednej z nekropoli kultury Warna; jest to najstarsze tego typu znalezisko na świecie. 
Biblioteka muzeum powstała w 1907 roku, jej zbiory liczą 24 tysiące woluminów. 

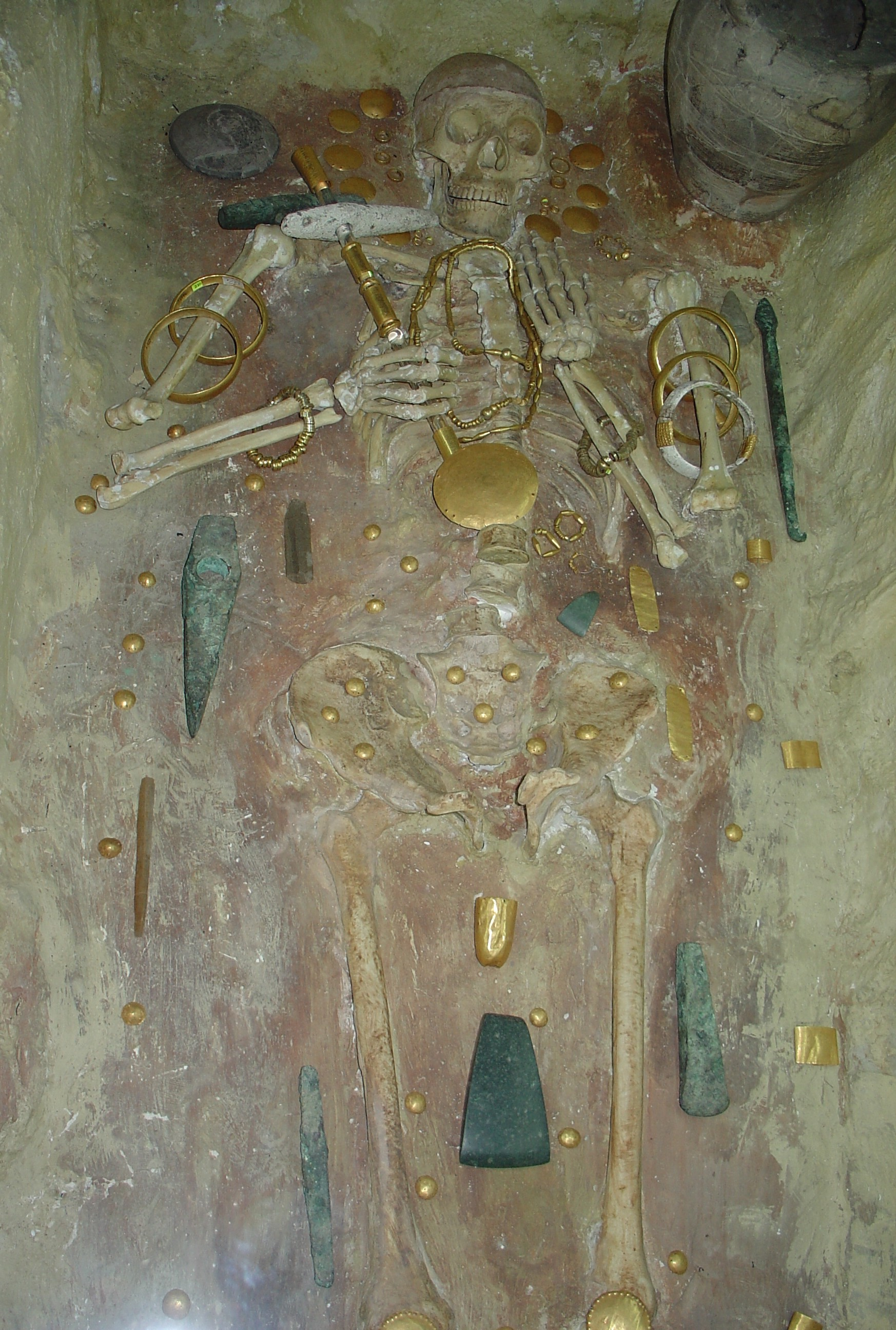
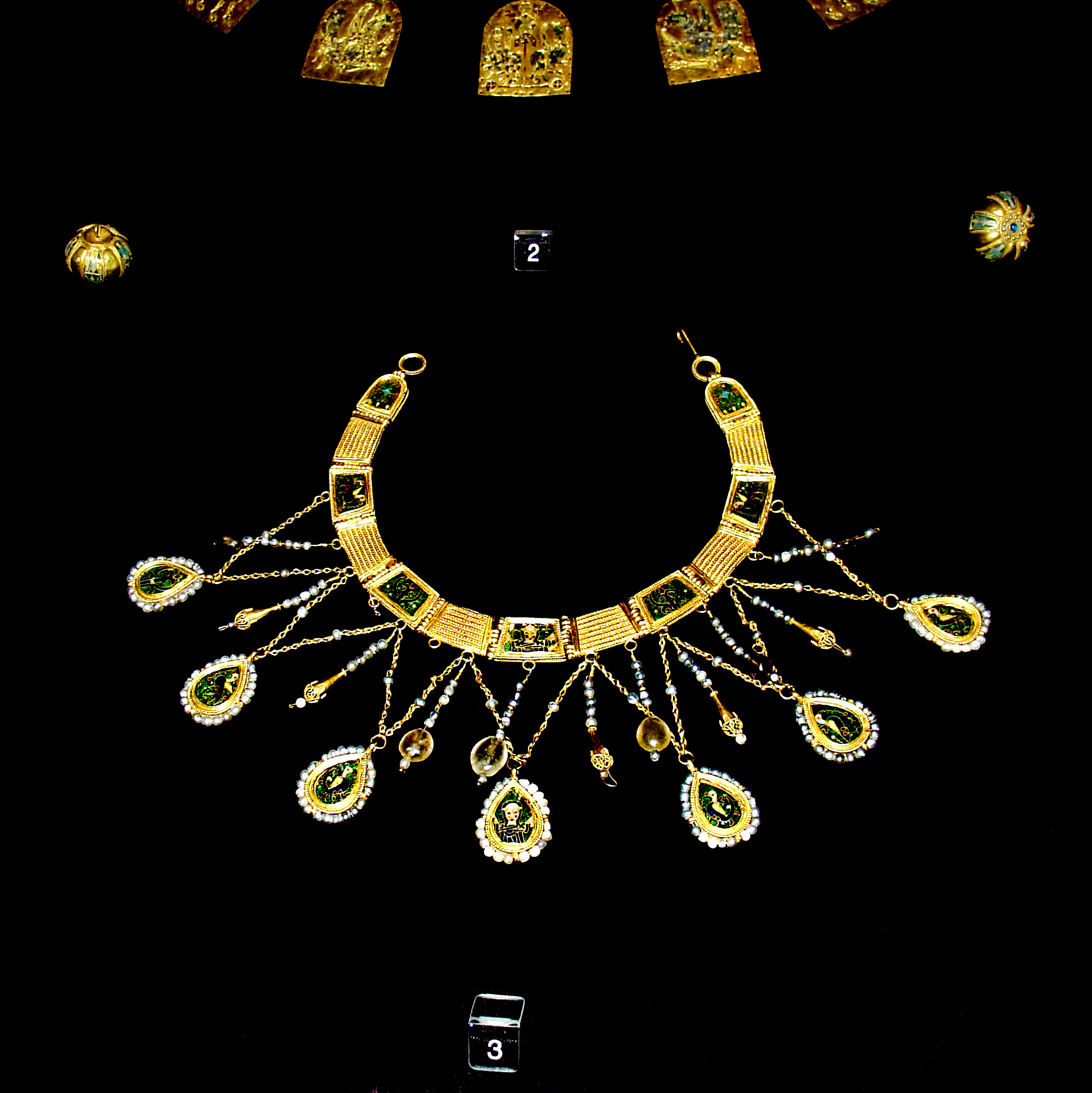
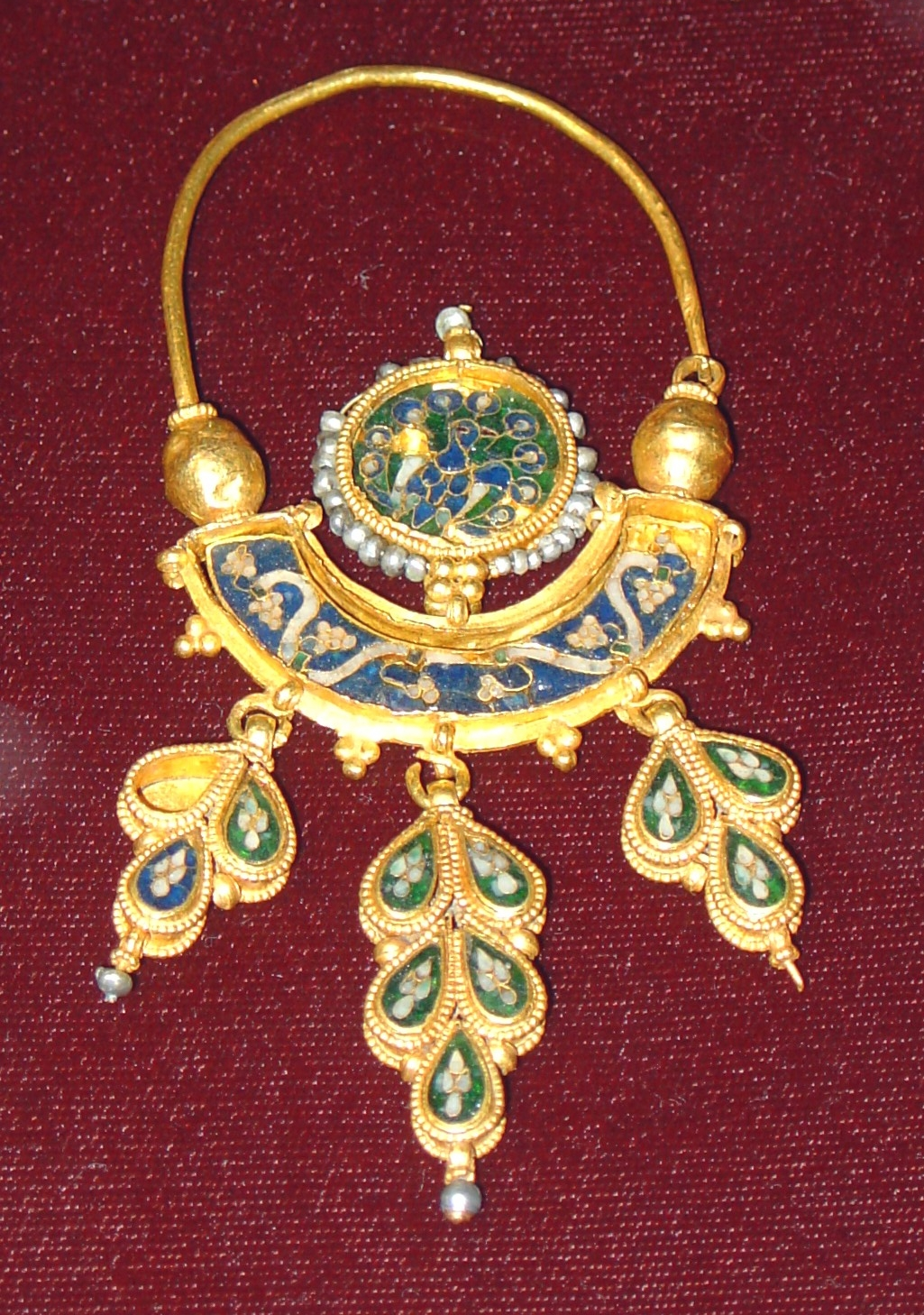
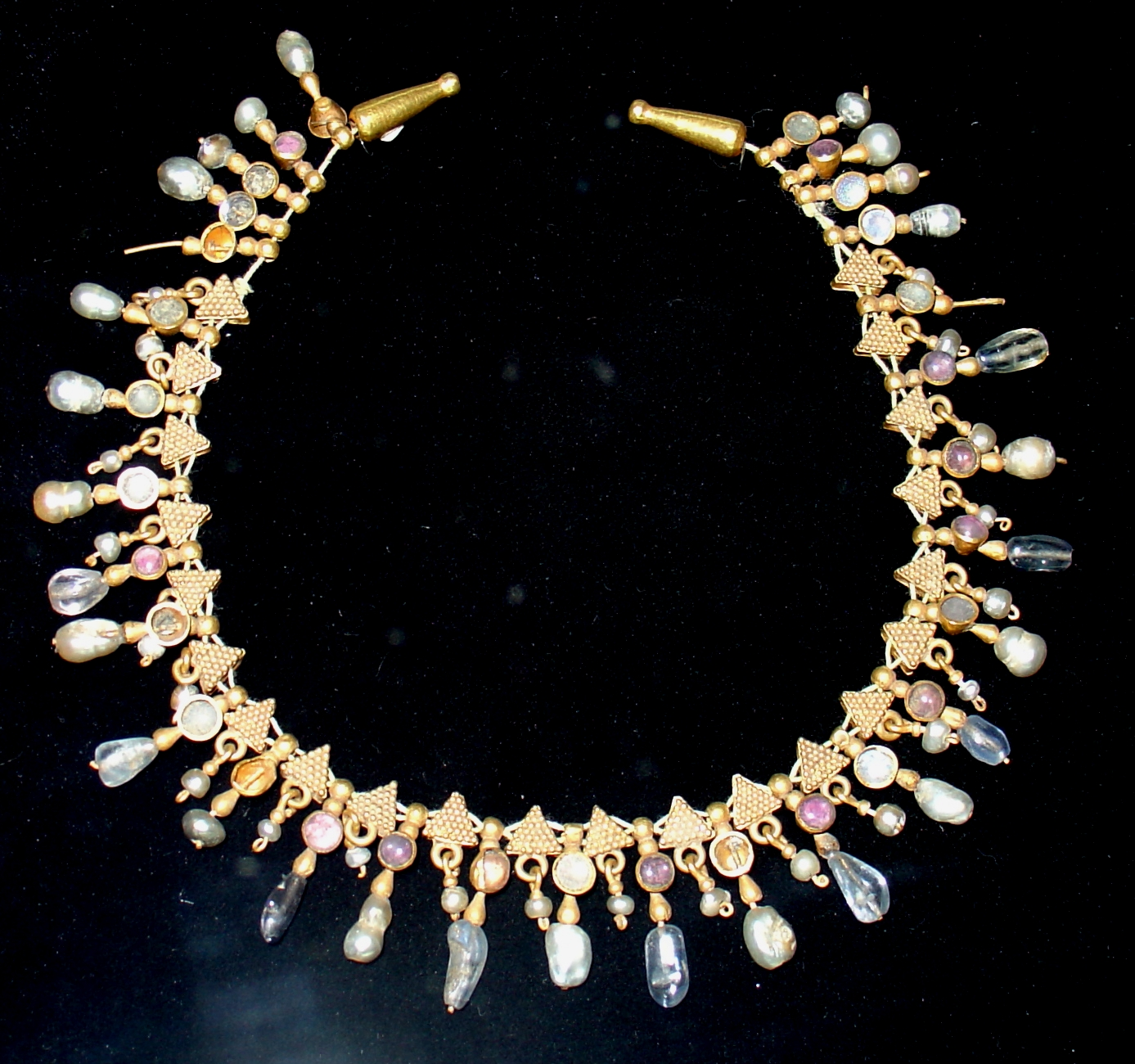
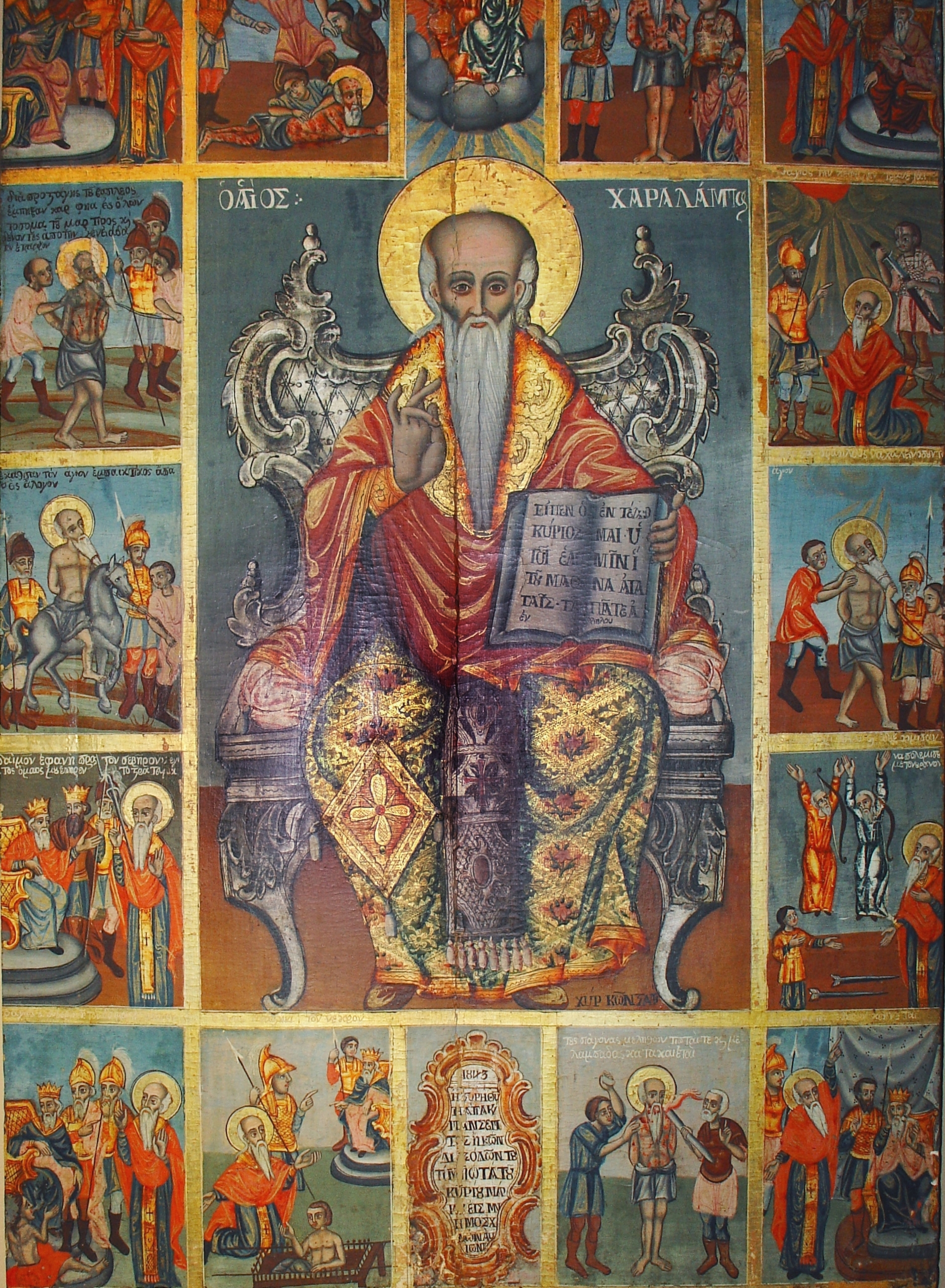
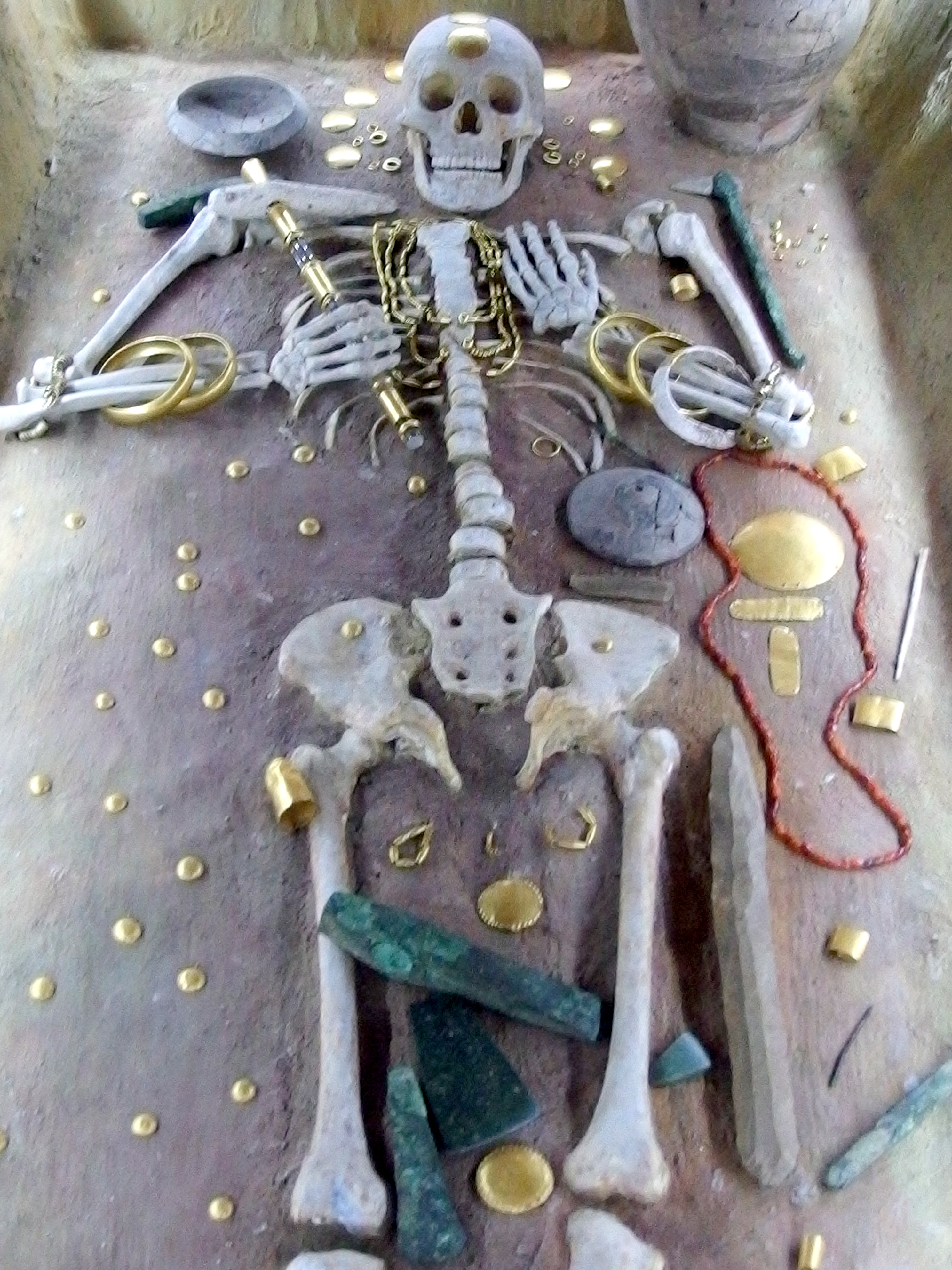